# Eberhard von und zu Steinfurth
Eberhard Jürgen Gottfried Ludwig Freiherr Löw von und zu Steinfurth, andere Schreibweise: Steinfurt (* 24. Juli 1909 in Hadersleben; † 28. Dezember 1993 in Bad Nauheim) war Informant und später Offizier des Sicherheitsdienstes der NSDAP, sowie Referatsleiter im Reichssicherheitshauptamt mit dem höchsten Dienstgrad eines SS-Obersturmbannführers.

## Leben
Steinfurt wurde als Sohn des letzten preußischen Landrates des Kreises Hadersleben im damals deutschen Nordschleswig, Hugo Philipp Löw von und zu Steinfurth, Freiherr Löw von und zu Steinfurth (1880–1969), und der Eva von Oertzen (1887–1969) geboren. Nach der Rückkehr Nordschleswigs zu Dänemark 1920 zog die Familie nach Deutschland.
1928 bestand Steinfurt in Wiesbaden das Abitur, woran sich eine landwirtschaftliche Lehre auf Gut Geemelmark bei Eckernförde anschloss. Ab dem Wintersemester 1929/30 studierte er in München Rechtswissenschaft, wo er am 1. Dezember 1930 sowohl der NSDAP als auch der SA beitrat. Als Vertreter des Nationalsozialistischen Deutschen Studentenbundes (NSDStB) wurde Steinfurt 1931 in den AStA der Universität München gewählt, wo er Leiter des Amtes für Leibesübungen wurde. Zum Sommersemester 1932 wechselte er an die Universität Kiel und bestand dort Anfang 1934 das 1. Juristische Staatsexamen.
Bereits seit Ende 1933 war der aktive SA-Truppführer Steinfurt für den SD als V-Mann tätig. 1934 erfolgte, nach Genehmigung durch die SA-Führung sein Übertritt von der SA in die SS (SS-Nummer 107.478). Ab 1935 gehörte Steinfurt dem Sicherheitsdienst des Reichsführers SS (SD) als hauptamtlicher Mitarbeiter an. Hier war Steinfurt zunächst als Referent für den SD-Unterabschnitt Schleswig-Holstein in Kiel tätig und bereits am 20. April 1935 zum SS-Untersturmführer ernannt.

## Nachrichtendienstliches Wirken in Dänemark
Von Kiel aus begann Steinfurth, sich in Dänemark eine Informationsbasis zu schaffen, Informanten zu gewinnen und Kontaktpersonen ausfindig zu machen. Das erfolgte anfangs noch unter Abdeckung der von Steinfurth 1934 eingenommenen Stelle als Assistent des Kieler „Instituts für Staatsforschung“ und später über die SD-Dienststelle vor Ort direkt. Zum 20. April 1936 erhielt Steinfurth seine Beförderung zum SS-Obersturmführer und die Übernahme in die Dienststellung des Leiters der Abteilung II im SD-Unterabschnitt Schleswig-Holstein. Steinfurt Schwerpunkt lag vor allem in der nachrichtendienstlichen Unterwanderung der DNSAP, der dänischen NS-Kreise um den Hofjägermeister Jörgen Sehstedt und ausgewählte Gruppen der deutschen Minderheit in Dänemark. Umschrieben wurde das mit „Kulturarbeit“, in der Steinfurt bereits ab 1937 von Kiel aus sich ein gutes Netzwerk bis in die Kreise der führenden Funktionäre schaffen konnte. So unterhielt er seit 1937 Verbindungen zu Frits Clausen, dem Führer der dänischen Nationalsozialisten und ab 1939 in die traditionellen dänischen Rechtskreise. Angesichts dieser Arbeitsergebnisse wurde Steinfurt am 20. April 1938 SS-Hauptsturmführer und am 30. Januar 1939 bereits zum SS-Sturmbannführer befördert. In die Vorbereitung des deutschen Überfalls war er bereits im Planungsstadium des Unternehmens „Weserübung“ einbezogen.

## Im Reichssicherheitshauptamt
Zum 1. April 1940 wurde Steinfurt zum SD-Referenten für die skandinavischen Angelegenheiten des SD ernannt. In dieser Zeit beauftragte ihn Reinhard Heydrich damit, doktrinäre Schritte zum Sturz der dänischen Regierung einzuleiten. Dementsprechend signalisierte dann auch seine Berichterstattung an Heydrich, dass die NS-Strukturen, allen voran die DNSAP bereit wären die politische Macht in Dänemark zu übernehmen. Ein solches Vorgehen, in das mehr und mehr auch der Reichsbevollmächtigte für Dänemark Cecil von Renthe-Fink eingezogen wurde, stand völlig im Widerspruch zu der im Deutschen Memorandum vom 9. April 1940 erfolgten deutschen Zusicherung, in keiner Weise „die territoriale Integrität und politische Unabhängigkeit des Königreiches Dänemark jetzt oder in Zukunft anzutasten“.
Zwei Wochen nach seiner Ernennung zum SD-Referenten wurde Steinfurth am 13. April 1940 zum Amt VI des Reichssicherheitshauptamts – Bereich politischer Auslandsnachrichtendienst – nach Berlin kommandiert, um dort den Aufbau des Referats „Besetzte Gebiete“ voranzutreiben. Für die Leitung des Gesamtreferats zuständig, fokussierte er sich auf das Sachgebiet Dänemark. Ein weiterer Mitarbeiter war der ihm unterstellte SS-Hauptscharführer Richard Frankenberg, zuständig für Norwegen. Von diesem Zeitpunkt bemühte sich Steinfurth in erster Linie, die legitimierte dänische Regierung zu stürzen, vor allem durch die Stärkung der DNSAP und weiterer NS-Kreise Dänemarks, vorrangig mit nachrichtendienstlichen Mitteln und NS-Propaganda. Allein über Steinfurt floss Anfang 1941 eine Summe von 516.000 dks. zu diesem Zweck nach Dänemark.
Später wechselte Steinfurt im RSHA vom Amt VI zum Amt III (Lebensgebiet-Nachrichtendienst). Für die gesamte Zeit des Zweiten Weltkrieges leitete Steinfurt als SS-Obersturmbannführer (seit 20. April 1943) das SD-Referat III B 5 „Besetzte Gebiete“ im Reichssicherheitshauptamt. Ab Oktober 1943 wurde auf Befehl Heinrich Himmlers für Dänemark noch zusätzlich der Höhere Sicherheitspolizei- und Sicherheitsdienst-Führer (HSSPF) Günther Panke dazwischen geschaltet. Dieser verübte vor allem Geiselerschießungen, offenen Terror und verdeckte geheimdienstliche Aktionen in Dänemark, um den immer deutlicher anwachsenden Widerstand zu brechen. Vom Reichssicherheitshauptamt aus bestand über Steinfurth ein enges Zusammenwirken mit dem Gestapo-Referat IV D 4, zur Koordinierung der Maßnahmen von SD und Sicherheitspolizei in den deutsch besetzten Gebieten Europas.
Nach Kriegsende wurde Steinfurt als von den Alliierten inhaftierter Zeuge nach Dänemark überstellt und dort interniert. Ohne dass gegen ihn Anklage erhoben worden war, wurde Steinfurt schließlich nach Deutschland abgeschoben. Ein Angebot der Organisation Gehlen, in deren Dienste zu treten, lehnte er ab. In Bonn war Steinfurt später Pressesprecher bei der Bundesverkehrswacht und zudem Chefredakteur der Zeitschrift Faktor Mensch im Verkehr. Seinen Ruhestand verlebte Steinfurt ab Ende der 70er Jahre auf dem Hof seiner Familie im Rheingau und widmete sich dort der professionellen Rosenzucht. Er war Baumschulenbesitzer sowie Mitbegründer der 1961 gegründeten Rosen-Union eG, einer genossenschaftlichen Rosengärtnerei in Bad Nauheim-Steinfurth, und bis 1967 deren erster, ehrenamtlicher Vorstandsvorsitzender.

## Schriften (Auswahl)
- Das Automobil: sein Bau und sein Betrieb ; Nachschlagebuch für die Praxis, Kreidel Verlag Berlin 1924.
- Zur Frage der Erkenntnis des nordischen Wesens und nordischer Religiosität. 25. November 1937. In: homepages.uni-tuebingen.de/gerd.simon (PDF; 33 kB).
- Unfallträchtige Verkehrsdelikte und ihre Bekämpfung : Bericht über d. 3. Verkehrsjuristentagung Heidelberg 1959, gemeinsam mit Ernst Jacobi, Bundesverkehrswacht Bonn 1959.
- Appell an die Vernunft: zwei Vorträge zur Verkehrswachtarbeit, gemeinsam mit Johann Heinrich von Brunn, Bundesverkehrswacht e.V. Bonn 1964.
- Um einen neuen Fahrstil auf unseren Straßen, Bonn 1964.
- Die Strassenverkehrs-Ordnung im Bewusstsein der Öffentlichkeit (= Faktor Mensch im Verkehr. Heft 6/7). Durchgeführt als Forschungsauftrag des Dt. Verkehrssicherheitsrats e. V. Tetzlaff, Frankfurt a. M. 1971, ISBN 3-87814-013-4.
- Für und wider Sicherheitsgurte (= Faktor Mensch im Verkehr. Heft 15/16). Hrsg. von Forschungsgemeinschaft Der Mensch im Verkehr e. V. Köln. Schriftleitung: Eberhard Frhr. Löw. Tetzlaff, Frankfurt a. M. 1973, ISBN 3-87814-025-8.